# ولزپون
ولزپون (انگلیسی: Welspun) شرکت نساجی هندی است، که در سال ۱۹۸۵ تأسیس شد.